# Calathocosmus
Calathocosmus is een geslacht van kevers uit de familie van de loopkevers (Carabidae). De wetenschappelijke naam van het geslacht is voor het eerst geldig gepubliceerd in 1928 door Van Emden.

## Soorten
Het geslacht Calathocosmus is monotypisch en omvat slechts de volgende soort:
- Calathocosmus mirus Emden, 1928